# 河津の鳥精進酒精進
河津の鳥精進酒精進（かわづのとりしょうじんさかしょうじん）は、静岡県賀茂郡河津町田中の杉桙別命（すぎほこわけのみこと、河津来宮神社の主祭神）の氏子の間に伝わる風習。伊豆七不思議の1つである。

昔、川津の郷に杉桙別命（すぎほこわけのみこと）という武勇に優れた男神がいた。ある日のこと、命が酒に酔い野原の石にもたれ眠っていると、そこに野火が起こりあっという間に周りを囲まれてしまった。そこに無数の小鳥が飛んできて河津川から水を運び火を消し、命は難を逃れた。
この出来事の後から杉桙別命は、酒を慎み村人にも一層慕われる事となった。

この伝承に由来して、河津では命が災難にあった12月18日から12月23日の間
- 鳥を食べない
- 卵も食べない
- お酒を飲まない

という「鳥精進酒精進（とりしょうじんさけしょうじん）」が守られており、この禁を破ると火の災いに遭うと信じられている。いまでも、給食のメニューから鶏肉・卵が外されるなど風習が守られている。

## 位置情報
- 北緯34度45分15.191秒 東経138度59分20.774秒 / 北緯34.75421972度 東経138.98910389度
- 湯ヶ野,下田  - 地理院地図
- 杉桙別命神社 - Google マップ